# Stadio Kuban'
Lo stadio Kuban’ (in russo Кубань стадион?, Kuban’ stadion) è un impianto sportivo polivalente russo di Krasnodar.
Ospita gli incontri interni dell’Urožaj ed è talora utilizzato per gli incontri della nazionale di rugby della Russia.
Capace di 31 654 posti, fu aperto in era sovietica il 30 ottobre 1960 con l’incontro tra Spartak Krasnodar e Spartak Stavropol’.
Quando fu costruito lo stadio aveva 20 000 posti.
Nel 1980 fu aggiunto un secondo anello, con ulteriori 20 000 posti, e furono installati i riflettori.